# الكلاسيكو (كرة السلة)
الكلاسيكو أو كلاسيكو كرة السلة (بالإنجليزية: (El Clásico (basketball)‏ اسم يطلق على مباريات كرة السلة التي تجمع بين قطبيّ رياضة كرة السلة في إسبانيا برشلونة وريال مدريد على غرار الكلاسيكو في مباريات كرة القدم بين الفريقين، وخصوصاً أن الناديين يتربعان على عرش كرة السلة في إسبانيا ففي رصيد ريال مدريد 33 بطولة في الدوري الإسباني لكرة السلة مقابل 18 بطولة لبرشلونة، و26 بطولة حصل عليها ريال مدريد في بطولة كأس إسبانيا مقابل 23 لبرشلونة، أول مباراة أقيمت بين الفريقين سنة 1957 وانتهت لمصلحة ريال مدريد بنتيجة 73–55.

## إحصائيات المباريات
اعتبارًا من 11 مارس 2018.
| المناسبة               | عدد المباريات | فوز برشلونة | تعادل | فوز ريال مدريد |
| ---------------------- | ------------- | ----------- | ----- | -------------- |
| ليغا ناشونال (1957–83) | 49            | 14          | 1     | 34             |
| الدوري                 | 76            | 42          | 0     | 34             |
| بطولة ACB Playoffs     | 71            | 34          | 0     | 37             |
| الكأس                  | 59            | 36          | 2     | 21             |
| السوبر                 | 8             | 5           | 0     | 3              |
| الدوري الأوروبي        | 28            | 15          | 0     | 13             |
| المجموع                | 291           | 146         | 3     | 142            |